# Кураш
Кураш е името на традиционната узбекска борба. Първото международно състезание по кураш се провежда през септември 1998 г. в столицата Ташкент.
Международната асоциация по кураш е създадена на 6 септември 1998 г. в Ташкент. В нея се включват 28 държави от Европа, Азия и Америка.